# Slash (musiker)
 Der er for få eller ingen kildehenvisninger i denne artikel, hvilket er et problem. Du kan hjælpe ved at angive troværdige kilder til de påstande, som fremføres i artiklen.

 For alternative betydninger, se Slash. (Se også artikler, som begynder med Slash)
Saul Hudson (født 23. juli 1965), bedre kendt som Slash, er en engelsk el-guitarist, der især er kendt som medlem af det amerikanske hard rock-band Guns N Roses. Desuden har han medvirket i en række andre bands, bl.a. Slash's Snakepit, Velvet Revolver, og har haft en solokarriere. Ud over sin musik er han kendt for sin unikke stil med sit lange krøllede sorte hår og den høje hat, som sammen dækker øjnene, samt læderjakke og cigaret i mundvigen. Slash benytter primært en Gibson Les Paul. Det seneste album udgivet 16. september 2014, bærer titlen World On Fire og er som de øvrige soloalbums indspillet i selskab med forsanger Myles Kennedy og The Conspirators. Forinden udgav han 22. maj 2012 en cd med titlen Apocalyptic Love. I august 2009 udnævnte Times Magazines ham til nummer 2 på deres liste over verdens bedste el-guitarister nogensinde.

## Barndom og ungdom (1965-1982)
Hudson blev født den 23. juli 1965 i Stoke-on-Trent, Staffordshire, England som søn af en britisk-jødisk far og en afroamerikansk mor. Han opvoksede i Staffordshire indtil 11-års-alderen, da han og hans far flyttede til hjem til hans mor i USA. Der gik han i High School med senere kendisser såsom Lenny Kravitz, Flea (Michael Balzary) og Nicolas Cage. Da han var omkring 15 fik Hudson sin første akustiske guitar af sin dengang bedste ven Steven Adler (senere trommeslager i Guns N' Roses) og begyndte at spille. Senere købte han en billig Les Paul-kopi, og herfra begyndte han at lære at spille som sine idoler – Joe Perry, Eric Clapton, Keith Richards, Jimmy Page, Jimi Hendrix, Jeff Beck, Tony Iommi og Angus Young. Hudson begyndte at bruge mindst 12 timer om dagen på at spille guitar og holdt op med at gå i skole, da han blev 17.

## Karriere

### Guns N' Roses (1983-1996, 2016-nu)
Hudson mødte sanger Axl Rose i Los Angeles i 1983, og de to blev venner. Da Rose i 1985 manglede en guitarist og trommeslager til sit nye band, Guns N' Roses, tog Slash og hans ven Steven imod tilbuddet. Bandet startede meget småt, men blev et af verdens største rockbands. Slash gik fra Guns N' Roses i 1996, grundet uenigheder med forsangeren Axl Rose.
Den 4. januar 2016 blev det officielt annonceret at Slash og Duff McKagan er tilbage i Guns N' Roses efter 20 års fravær.

### Andre projekter – Slash's Snakepit, Velvet Revolver og solokarriere (1994-nu)
Mens Guns N' Roses havde en problemfyldt tid, satte Slash gang i et sideprojekt ved navn Slash's Snakepit. I 1998 startede Slash et "nyt" Slash's Snakepit, som brød op i 2001.
I 2002 startede Slash sammen med tidligere Guns N' Roses-medlemmer Duff McKagan og Matt Sorum bandet Velvet Revolver. De fik i 2003 selskab af sanger Scott Weiland (tidligere Stone Temple Pilots). I 2008 blev Weiland fyret fra bandet, grundet af manglende kontakt med de andre bandmedlemmer.
Efter Velvet Revolvers kollaps startede Slash i 2010 en solokarriere under navnet "Slash featuring Myles Kennedy and the Conspirators".

## Guitarsamling, udstyr og spillestil
Slash har en stor samling guitarer, lige under 100. Heraf er de fleste Gibson Les Pauls, men der er også nogle Fender- og BC Rich-guitarer. Slash er den første guitarist nogensinde til at få en signature-forstærker fra Marshall. Han har også fået lavet flere signature modeller af sine Les Paul's.
Slashs spillestil kan overordnet betegnes som rock'n'roll. Stilen bærer præg af den pentatoniske skala og blues-skalaen, hans helt særlige vibrato og bends, samt nogle klassiske licks, som blandt andet kan høres i soloen i "Sweet Child O' Mine". Hans lyd bærer for det meste præg af distortion, og ofte også wah-pedal eller andre effekter.

## Familie
Slash mødte sin kone Perla i 2000 og giftede sig med hende i 2001. Sammen har de to sønner, London og Cash. Parret er i dag skilt.

## Facts
- Slash medvirker i spillet Guitar Hero III / 3 som man kan få til både Xbox 360, Playstation 3, Wii og andre spillekonsoller.